# Quartier Lamartine
Lamartine est un quartier de la ville de Tours en France. Situé à l'extrémité nord-ouest de la commune, il compte près de 5 400 habitants en 2020. Il est limité par le boulevard Tonnellé et la commune de La Riche à l'ouest, la rue de l'Hospitalité au sud, la rue de la Victoire à l'est et enfin la Loire au nord, tel que défini par l'Insee dans son partage de la commune en 22 îlots regroupés pour l'information statistique (IRIS). Les quartiers Rabelais-Tonnellé et du Vieux-Tours sont limitrophes au sud et à l'est respectivement. 
Le quartier Lamartine est un quartier de classes populaires, l'un des plus anciens de la ville à avoir gardé son caractère modeste. Après avoir connu un passé militaire, le développement du quartier a été impulsé par l'industrie et la création de nombreux logements sociaux au cours du XXe siècle, dont certains figurent parmi les premiers de l'agglomération. Son urbanisation est ainsi relativement récente, hormis sa partie Est bien plus ancienne. Le quartier a ensuite connu un lent déclin industriel consécutif à la faillite de l'imprimerie Mame. Principal héritier de ce passé, le site Mame reconverti marque le cœur du quartier.

## Histoire

### Implantations anciennes

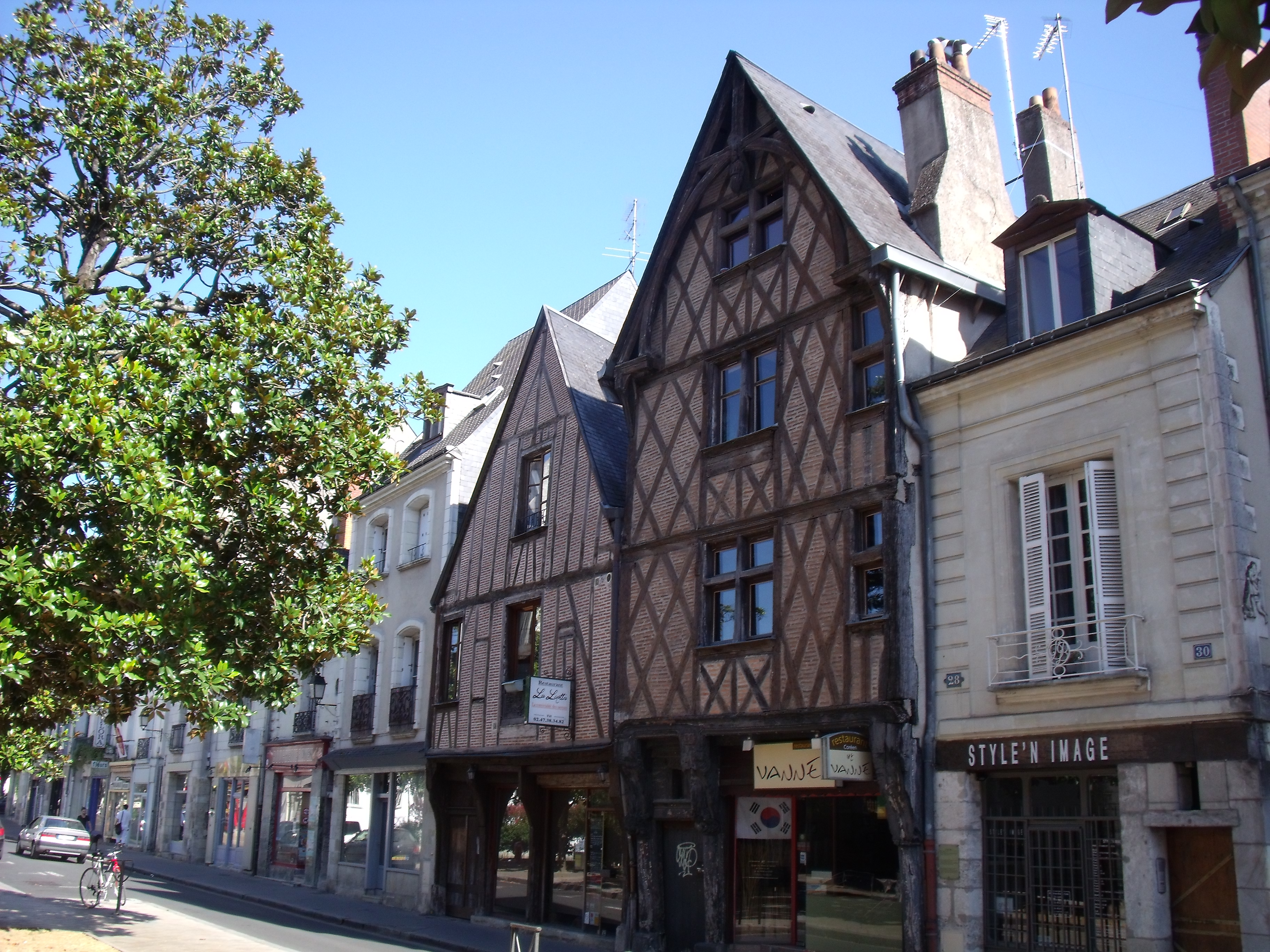
La rue Georges Courteline.

Une partie réduite du quartier Lamartine, surtout dans sa partie Est et Sud, est d'une urbanisation ancienne. Il s'agit principalement de maisons de tailles modestes en tuffeau, datant du XVe siècle pour les plus anciennes. La plupart se situent autour de la rue Georges-Courteline. La place de la Victoire et l'église Notre-Dame-la-Riche marquent l'entrée Est du quartier, à la limite du Vieux-Tours. 
Le centre du quartier est occupé jusque dans les années 1950 par un vaste espace végétal et ouvert alors appelé « Champ de Mars ». Il sert notamment à des célébrations publiques et représentations, comme le cirque Barnum et Bailey qui exhibe Fritz l'éléphant en 1920. L'ouest du quartier Lamartine, alors dénommé « quartier Lasalle », est occupé à partir de 1843 par des casernes abritant un régiment de cavalerie, puis par le 501e régiment de chars de combat à partir de 1920. Lors de la Seconde Guerre mondiale, le lieu est réquisitionné par les Allemands en 1940 qui s'en servent pour incarcérer des opposants et personnes juives. Lors de la Libération, les casernes abritent des personnes rendues sans abri par les bombardements.

### Développement moderne

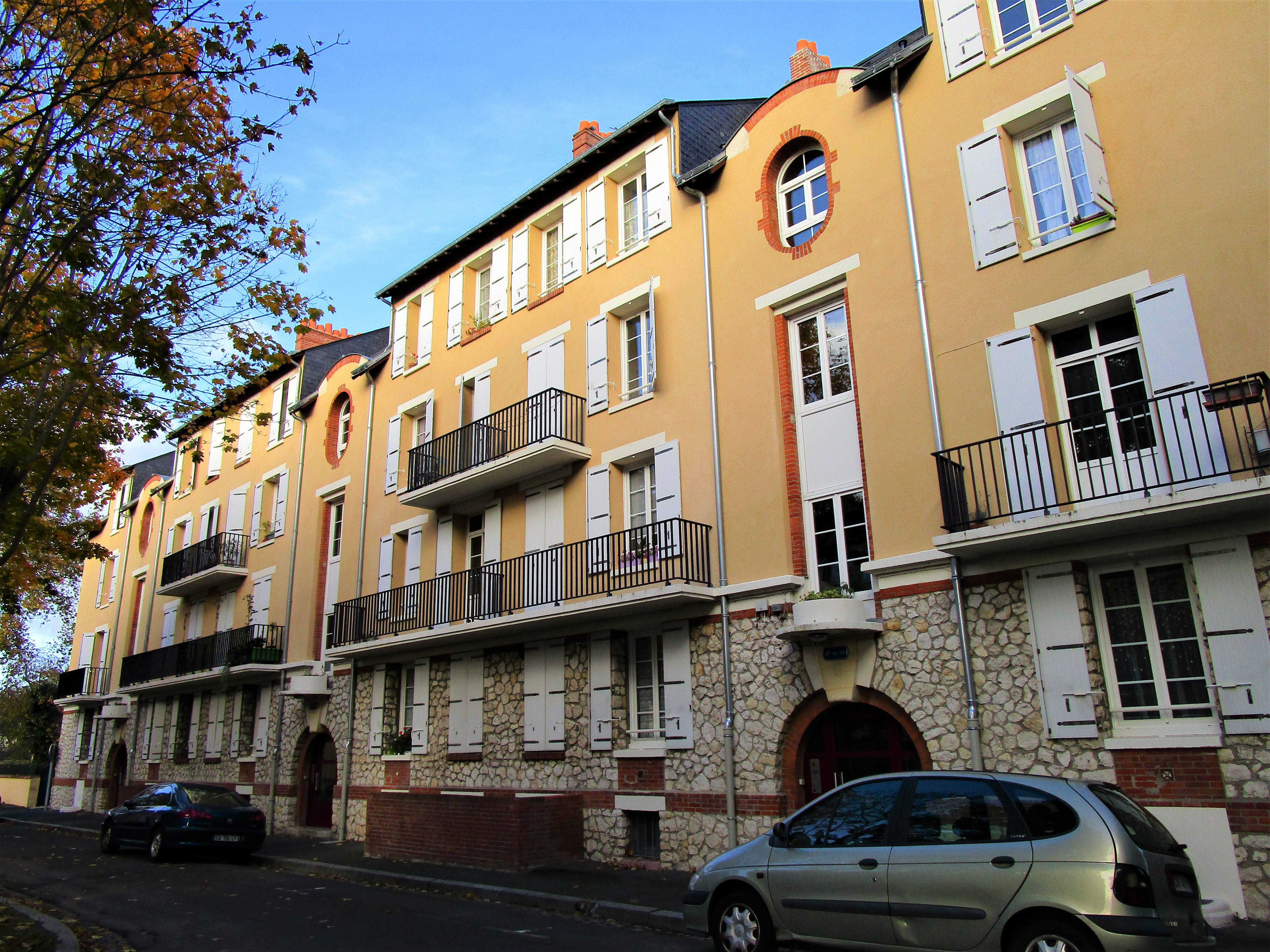
La cité des Bords de Loire.

Le quartier Lamartine s'est surtout développé au cours du XXe siècle grâce à l'émergence de l'industrie locale. La plus importante usine est l'imprimerie Mame, qui compte après la Seconde Guerre mondiale 350 ouvriers produisant jusqu'à 3,5 millions de livres. Elle est héritière d'un bien plus grand ensemble industriel, présent à proximité des halles de Tours jusqu'à sa destruction totale lors de la dernière guerre par des bombardements en 1940 et 1944. La nouvelle usine est bâtie entre 1950 et 1953 sur un terrain de 3,5 hectares dans le cœur du quartier Lamartine en remplacement de la caserne militaire Lasalle,.
La construction de logements participe également du développement du quartier. La cité ouvrière de « Bords de Loire » est bâtie entre 1926 et 1930 sur l’emplacement sur l'ancien site des abattoirs municipaux. Ils deviennent alors les premiers logements sociaux du quartier et parmi les premiers de la ville. On trouve au total 24 maisons individuelles et 72 logements collectifs. L'ensemble est modernisé en 1979 avec l'installation de chauffage individuel et de salles de bain puis surtout en 2014 et 2015 avec la réfection des cuisines, façades et toitures. Les travaux sont initiés par le bailleur social de la ville pour trois millions d'euros.
L'ancien Champ de Mars est un temps envisagé par la ville pour accueillir un complexe sportif. Cependant, la ville fait face à un grave manque de logements après la Seconde Guerre mondiale sous l'effet de l'explosion démographique des Trente glorieuses. Désespérément à la recherche de terrains à bâtir, la ville choisit le Champ de Mars pour y implanter des centaines de logements sociaux à partir des années 1950.

### Déclin industriel

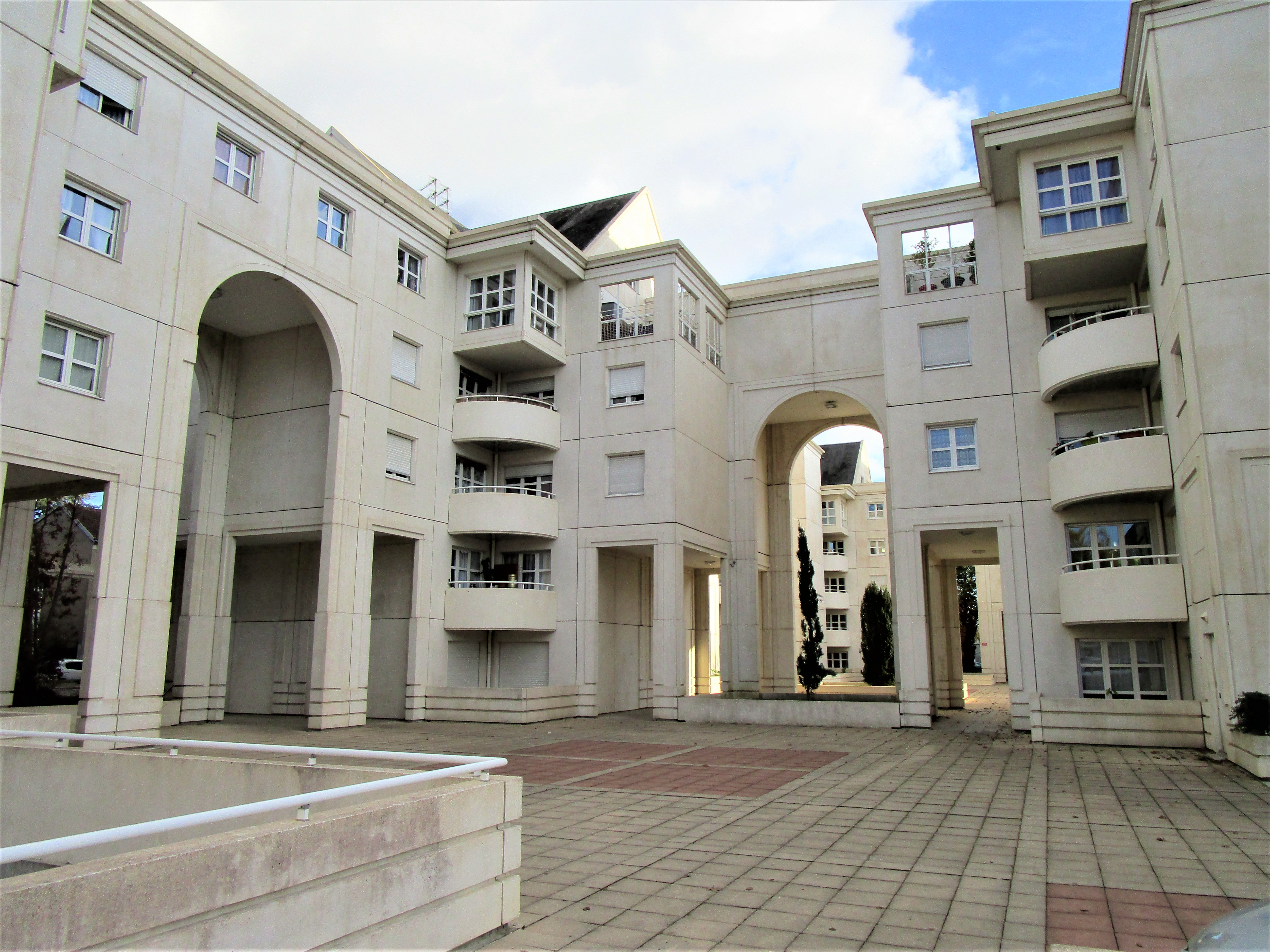
La résidence sociale Lamartine.

Le quartier Lamartine va connaitre à partir des années 1970 un lent et irréversible déclin industriel consécutivement aux difficultés financières de l'imprimerie Mame. Celle-ci est rachetée par divers éditeurs entre 1971 et 1986 et change donc fréquemment de propriétaire. Les effectifs passent de 350 ouvriers à 270 au début des années 1980. L'imprimerie est finalement placée en redressement judiciaire en mars 2010 alors qu'elle ne compte plus que 140 ouvriers. Aucun repreneur ne se porte acquéreur pour le site Mame, qui perd la totalité de son activité et de ses ouvriers en juin 2011.
Le développement du quartier se poursuit ensuite principalement avec la construction de logements. La résidence sociale Lamartine, qui possède une architecture singulière, est construite en 1988 et comporte 252 logements. Quelque 150 logements sont ensuite implantés sur la partie supprimée du site de l'imprimerie Mame en 2014, puis une résidence étudiante privée de 118 studios,,,.

## Conditions de vie

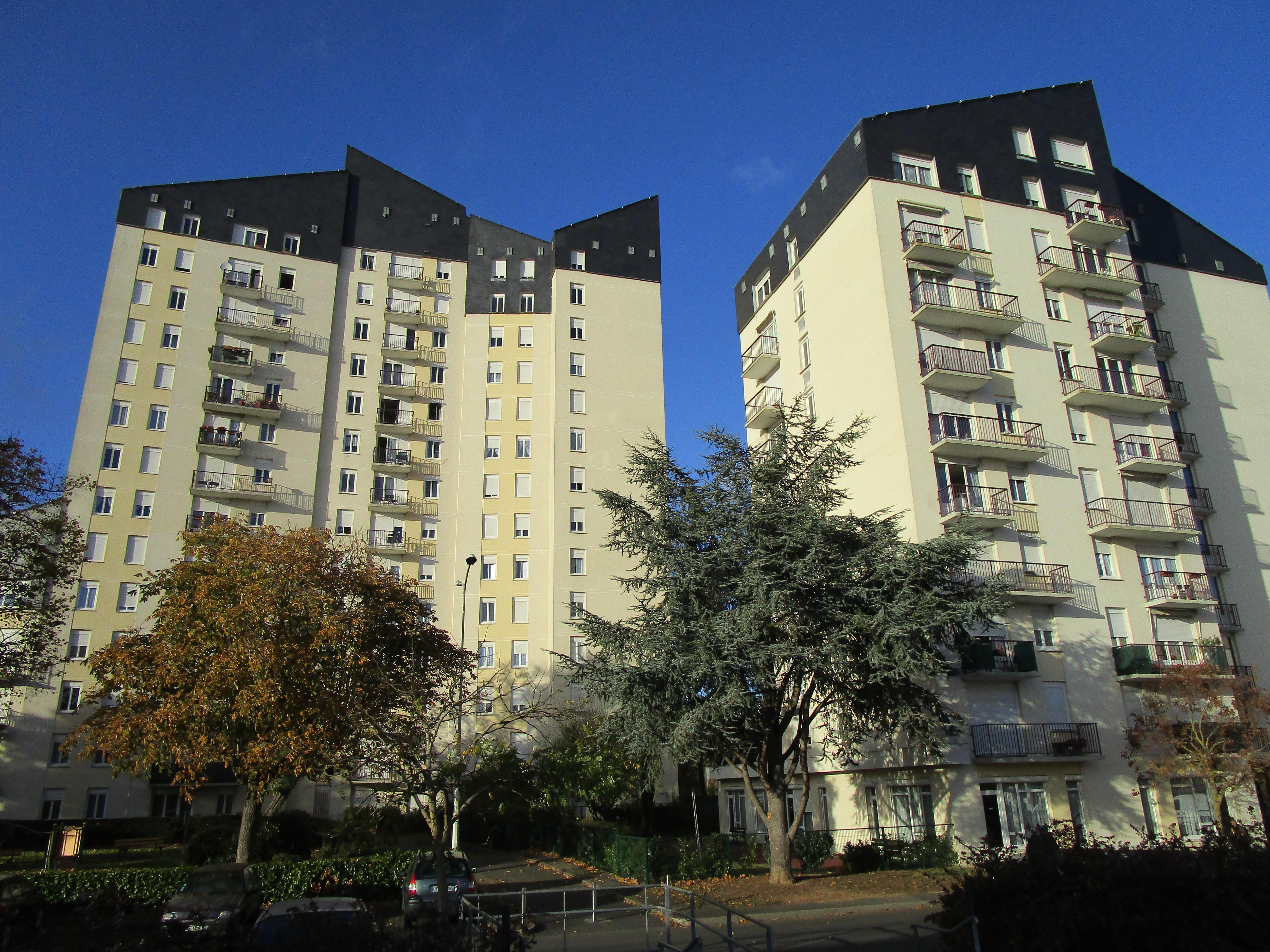
Immeubles collectifs sur la rue du Général Witkowski.

Le quartier Lamartine est un quartier de classes moyennes et surtout modestes, étant par ailleurs l'un des quartiers populaires les plus anciens de la ville. Environ 51 % des logements du quartier sont à caractère social en 2009, contre 27 % pour l'ensemble de la commune. Les revenus moyens des habitants sont relativement bas : 17 300 € par an et par ménage en moyenne, soit environ 1 442 € par mois et par ménage. Ce dernier contient en moyenne 1,7 personne. Le taux de chômage est un peu supérieur à la moyenne communale, à 17 % contre 14 % en 2009. Près de 54 % des salariés du quartier sont ouvriers et employés et seuls 13 % des habitants sont propriétaires de leur logement. Ces chiffres ne doivent cependant pas cacher une forte disparité interne, entre l'est et l'ouest du quartier.
La partie ouest du quartier est classée en tant que « nouveau quartier prioritaire de la politique de la ville ». Cette dernière identifie comme enjeux « le devenir du supermarché et de la station-service (...) et la requalification des groupes d’habitat social et des espaces publics implantés sur le pourtour du quartier prioritaire. ».

## Infrastructures

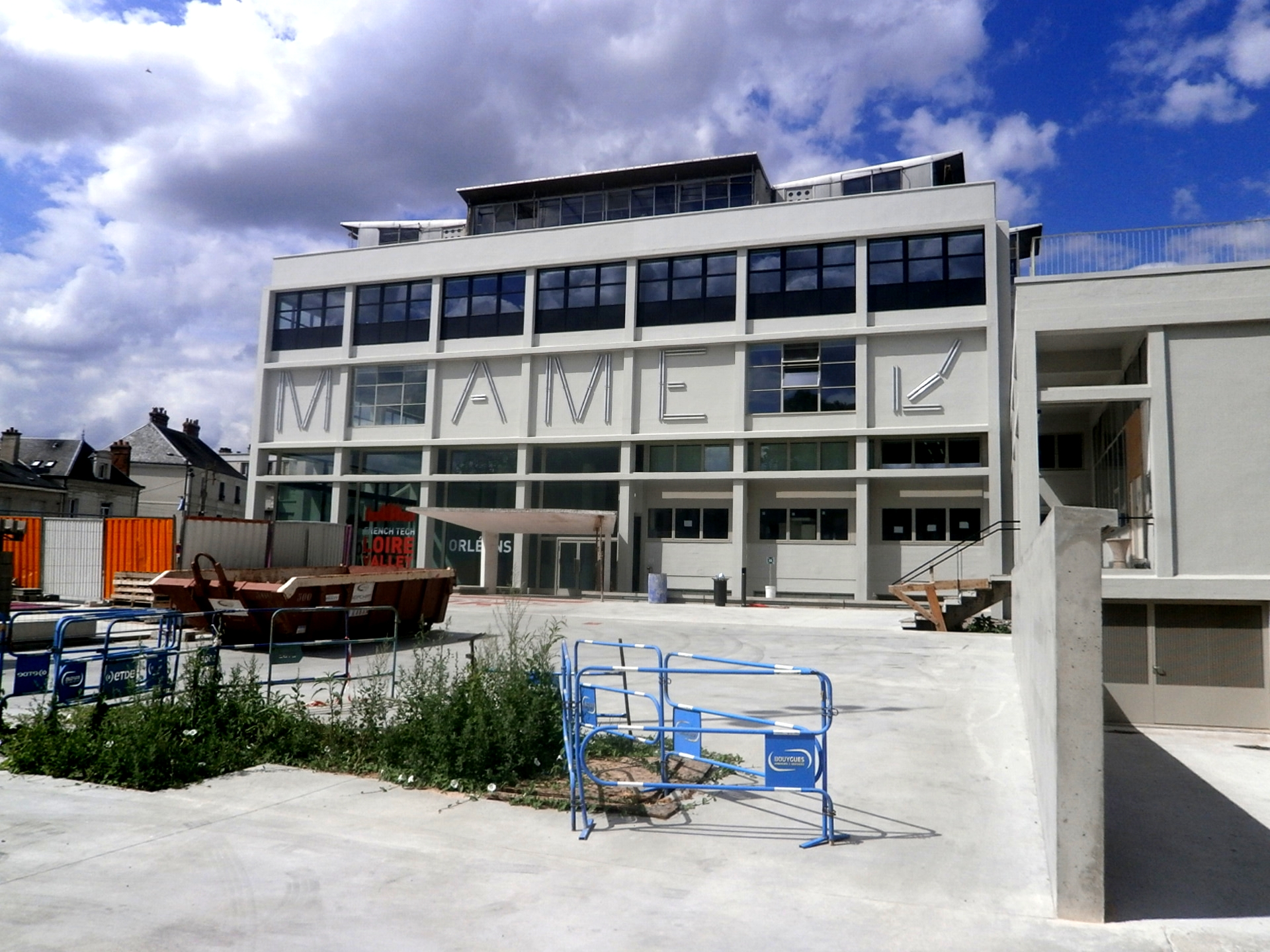
Le site Mame dans le cœur du quartier.

### Site Mame
Le site de l'ancienne imprimerie Mame, dont l'architecture a été récompensée en 1954 par le grand prix d’architecture industrielle de Milan et qui bénéficie d'une inscription au titre des monuments historiques depuis le 23 mars 2000, a été conservé par les pouvoirs publics à la suite de l'abandon du site par la maison d'édition qui le détenait en 2011. Après des travaux de rénovation entre 2012 et 2016, le site accueille désormais une « Cité de la Création et du Numérique » qui comprend notamment l'École supérieure des beaux-arts de Tours, située dans le bâtiment principal. Les ateliers sous sheds sont eux concédés à des entreprises, comme Michelin,.

### Services publics
Quelques infrastructures accueillent des services publics dans le quartier, notamment le gymnase Dabilly, une maison départementale de la solidarité, une résidence étudiante et une résidence pour personnes âgées. Le quartier est desservi par cinq lignes de bus du réseau Fil bleu, à savoir les no 3, 4, 15, 34 et C1.

## Éducation

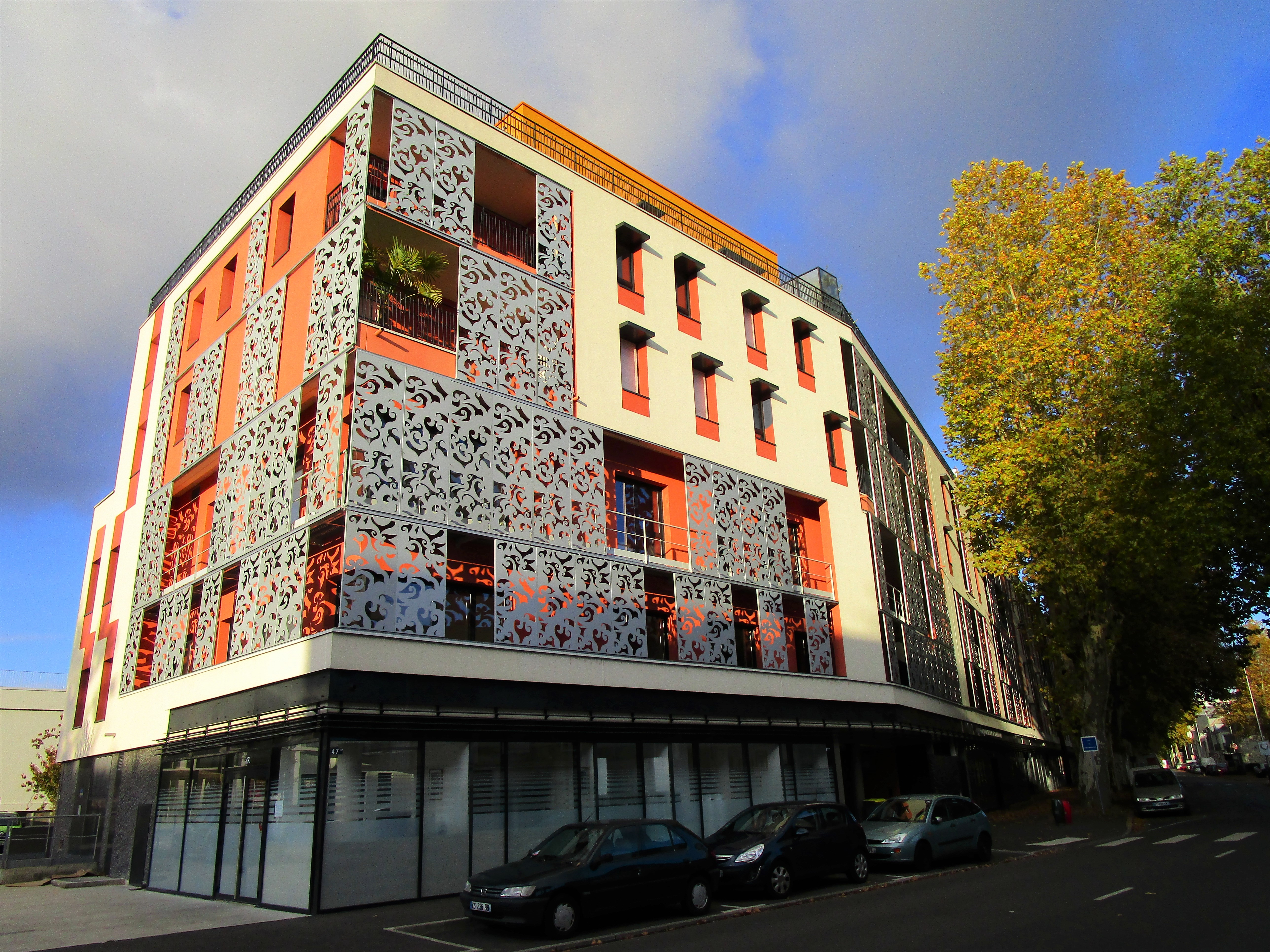
Immeubles récents sur le boulevard Preuilly.

L'institution scolaire la plus importante du quartier Lamartine est le lycée professionnel Albert-Bayet. Il est héritier de l'ancien centre Charles-Péguy, créé en 1941 sous le régime de Vichy. L'enseignement uniquement réservé aux garçons est alors très strict. À la fin de la Seconde Guerre mondiale, l'établissement implanté sur une partie résiduelle des anciennes casernes militaires Lasalle devient un collège d'enseignement technique. Alors que des bâtiments modernes remplacent la caserne en 1960, il prend la forme du lycée professionnel en 1976. Avec environ 800 élèves, il est spécialisé dans « les industries graphiques, la restauration, l'automobile et la logistique » et propose aussi des certificats d'aptitude professionnelle (CAP).
Sur le boulevard Tonnellé, on trouve aussi le collège Lamartine, qui compte environ 400 élèves en 2017, dont un quart sont résidents de la commune voisine de La Riche. Enfin, l'école maternelle Charles-Boutard compte près de 200 élèves et l'école primaire Paul-Racault un peu plus d'une centaine,.

## Économie et commerces
Seuls quelques commerces sont implantés dans le cœur du quartier, principalement le supermarché Carrefour Market près du site Mame, et quelques petits commerces aux alentours. Les commerces sont bien plus nombreux à l'extrémité est du quartier, sur la rue Georges-Courteline qui mène à la place de la Victoire et donc à l'hyper-centre très dense en commerces.